# 1 Pułk Strzelców Polskich im. Tadeusza Kościuszki
1 Pułk Strzelców Polskich im. Tadeusza Kościuszki (1 psp) – oddział piechoty Wojska Polskiego we Wschodniej Rosji, będącego częścią Armii Polskiej we Francji.

## Formowanie i zmiany organizacyjne
1 lipca 1918 roku w Ufie został sformowany Pułk Strzelców Polskich im. Tadeusza Kościuszki. 17 sierpnia 1918 roku pułk otrzymał numer „1” i został podporządkowany dowódcy Wojska Polskiego we Wschodniej Rosji. 25 stycznia 1919 roku wszedł w skład 5 Dywizji Strzelców Polskich pod dowództwem pułkownika Kazimierza Rumszy.
Szlak bojowy jego żołnierzy w walkach z bolszewikami wiódł przez całą Syberię i zakończył się 21 lutego 1920 w Harbinie w Mandżurii. 15 kwietnia tego roku ocalała część żołnierzy Pułku wraz z większością oficerów i częścią rodzin wojskowych wyruszyła angielskim okrętem z portu Dairen do Polski, przybywając 1 lipca 1920 do Gdańska. Po włączeniu żołnierzy do Wojska Polskiego, już 10 lipca zostali skierowani na tereny plebiscytowe Warmii i Mazur. Część batalionu Pułku i część Legii Oficerskiej stała się ostatecznie kadrą 1 Syberyjskiego Pułku Piechoty, organizującego się przy 63 Pułku Piechoty w Toruniu.

## Żołnierze pułku
Dowódcy pułku
- kpt. Antoni Kalinowski (od 1 VII 1918)
- mjr Jan Skorobohaty-Jakubowski (17 VIII - 23 X 1918)
- ppłk Kazimierz Rumsza (23 X 1918 - 25 I 1919)
- mjr Maksymilian Lipiński (25 I - 27 III 1919)
- płk Ludwik Bołdok (od 27 III 1919)

Obsada personalna pułku w dniu 17 maja 1919 roku
- dowódca pułku – płk Ludwik Bołdok,
- dowódca 1 batalionu – kpt. Franciszek Dindorf-Ankowicz,
- dowódca 2 batalionu – kpt. Tadeusz Lipiński,
- dowódca 3 batalionu – kpt. Józef Werobej,
- dowódca batalionu km – kpt. Franciszek Januszyk[5].

Oficerowie pułku
- por.Jan Czechowski – dowódca kompanii wywiadowczej
- ppor. Stanisław Janik – zastępca dowódcy kompanii wywiadowczej i dowódca plutonu
- ppor. Józef Czyżewski – dowódca 5 kompanii
- por. Stanisław Sztarejko – dowódca 1 kompanii karabinów maszynowych
- kpt. Stanisław Undas – dowódca 4 kompanii
- Bronisław Mikołaj Szczyradłowski
- mjr Emil Werner – dowódca kompanii 1918/1919